# Ізодесмічна реакція
Ізодесмічна реакція (рос. изодесмическая реакция, англ. isodesmic reaction) — хімічна реакція (справжня чи гіпотетична), в якій число зв'язків кожного формального типу, напр.,. C–H, C–C, C=C, що виникають при утворенні продуктів, є однаковими з тими, котрі розриваються в реактантах: PhCOOH + MeCOO– →PhCOO–+ MeCOOH
ClCH=CH2+ ClCH2–CH2Cl →CH2=CH2+ Cl2CHCH2Cl
або
F3C–C(=O)H + CH4→CH2F2+ H3C–C(=O)F, де три C–F, один C=O, один C–C та п'ять C–H зв'язків наявні як у реактантах так і в продуктах; лише оточення, в якому перебуває кожен із зв'язків змінилось. Завдяки збереженню числа електронних пар у реактантах та продуктах енергії цих реакцій звичайно добре відтворюються навіть за допомогою простих розрахункових методів, що робить їх важливим засобом при інтерпретації та оцінці термохімічних даних. Цим реакціям також віддається перевага при теоретичному розгляді залежностей структура — реактивність.
Приклади
CH3− + CH3X → CH4 + CH2X− (1)
X = F, Cl, Br, I
{\displaystyle \mathrm {H_{3}COCH_{3}+H_{2}O\longrightarrow 2CH_{3}OH} } (2)